# Philodicus aethiopicus
Philodicus aethiopicus är en tvåvingeart som först beskrevs av Jacques-Marie-Frangile Bigot 1891.  Philodicus aethiopicus ingår i släktet Philodicus och familjen rovflugor.
Artens utbredningsområde är Elfenbenskusten. Inga underarter finns listade i Catalogue of Life.